# 大歳神社 (紀の川市桃山町)
大歳神社（おおとしじんじゃ）は、和歌山県紀の川市にある神社である。

## 祭神
主祭神は大市姫命、芝原明神、若宮八幡宮。